# Czechoslovakia 1968
Czechoslovakia 1968 is een Amerikaanse documentaire uit 1969 geregisseerd door Robert M. Fresco en Denis Sanders. De film gaat over de Praagse Lente, de beroemde Tsjechoslowaakse poging om zich los te maken van het communisme, met daarop de inval van het Warschaupact in Tsjecho-Slowakije.
De film won de Oscar voor beste documentaire met korte speelduur en werd in 1997 opgenomen in het National Film Registry.